# All-Time High
All-Time High używane częściej w formie skrótowej ATH – najwyższa wartość wszech czasów; Termin używany do określenia najwyższej notowanej ceny aktywa w historii notowań tego aktywa, gdzie przez aktywa najczęściej rozumie się akcje, kryptowaluty lub inne instrumenty finansowe. Termin ATH wywodzi się ze świata finansów i jest szczególnie często stosowany w środowisku inwestorskim, kryptowalutowym oraz rynkach finansowych; z czasem zaczął być wprowadzany wszędzie tam, gdzie mamy do czynienia z rejestracją wyników i notowaniami. 
Rynki finansowe co do zasady poruszają się w trendach, mogąc rosnąć lub spadać. W efekcie, w fazie trendu wzrostowego może dojść do rozrysowania nowych maksimów, czyli poziomów cenowych, które nie były wcześniej notowane w historii dla danego aktywa. Anglojęzyczni inwestorzy do oznaczenia tych historycznych poziomów przyjeli skrót ATH, które w języku polskim oznacza „szczyty wszech czasów” lub po prostu „historyczne maksima”; skrót ten w swojej oryginalnej formie zaczął obowiazywać na rynkach międzynarodowych. Znaczenie tego terminu wzrosło wraz z rosnącym zainteresowaniem społeczeństwa inwestycjami i szybką ewolucją walut cyfrowych. ATH służy jako psychologiczny marker dla rynku, wskazując okresy maksymalnego optymizmu inwestorów. 
W kontekście cen kryptowalut ATH odnosi się do najwyższej ceny ostatniej transakcji osiągniętej przez konkretną walutę lub token. Termin ten zyskał duże zainteresowanie na tym rynku około 2017 roku, kiedy to Bitcoin osiągnęł swoje prognozowane historyczne maksimum. Podczas hossy z końca 2017 roku, wiele kryptowalut ustanowiło nowe rekordy. Bitcoin odnotował swoje ATH pod koniec grudnia na przekraczając psychologiczną bariery 20 000 USD, Jako, że każda giełda kryptowalut wyznacza swoje własne kursy i część rynków wskazywała w tamtym czasie na  ATH Bitcoina na poziomie około 19 665 USD. Kolejne przełamanie ATH Bitcoina na wielu giełdach nastąpiło w dniu 30 listopada 2020 roku. W marcu 2024 All Time High dla Bitcoina wynosi 69 044 a rekord ten został ustanowiony 10 listopada 2021 roku. 
Na rynkach krytpowalut All-Time High może dotyczyć także innych wartości poza ceną — można je zastosować również do wartości kapitalizacji rynkowej (market cap), które dla całego rynku kryptowalut osiągnął rekord wszech czasów w grudniu 2018 roku – tuż po kolejnym ATH Bitcoina, kiedy to zapanowała na rynkach moda na altcoiny.